# Taphinellina minuta
Taphinellina minuta là một loài bọ cánh cứng trong họ Chrysomelidae. Loài này được Joannis miêu tả khoa học năm 1866.